# Revel (Isèra)
Revel és un municipi francès situat al departament de la Isèra i a la regió d'Alvèrnia-Roine-Alps. L'any 2007 tenia 1.289 habitants.

## Demografia

### Població
El 2007 la població de fet de Revel era de 1.289 persones. Hi havia 450 famílies de les quals 69 eren unipersonals (24 homes vivint sols i 45 dones vivint soles), 146 parelles sense fills, 199 parelles amb fills i 36 famílies monoparentals amb fills.
La població ha evolucionat segons el següent gràfic:
Habitants censats

### Habitatges
El 2007 hi havia 563 habitatges, 457 eren l'habitatge principal de la família, 85 eren segones residències i 21 estaven desocupats. 541 eren cases i 17 eren apartaments. Dels 457 habitatges principals, 383 estaven ocupats pels seus propietaris, 58 estaven llogats i ocupats pels llogaters i 16 estaven cedits a títol gratuït; 9 tenien una cambra, 12 en tenien dues, 53 en tenien tres, 83 en tenien quatre i 300 en tenien cinc o més. 403 habitatges disposaven pel capbaix d'una plaça de pàrquing. A 124 habitatges hi havia un automòbil i a 318 n'hi havia dos o més.

### Piràmide de població
La piràmide de població per edats i sexe el 2009 era:
| Homes | Edats   | Dones |
| ----- | ------- | ----- |
| 0     | 95 o +  | 0     |
| 0     | 90 a 94 | 4     |
| 4     | 85 a 89 | 4     |
| 4     | 80 a 84 | 8     |
| 16    | 75 a 79 | 12    |
| 20    | 70 a 74 | 8     |
| 16    | 65 a 69 | 28    |
| 8     | 60 a 64 | 12    |
| 16    | 55 a 59 | 8     |
| 52    | 50 a 54 | 44    |
| 48    | 45 a 49 | 56    |
| 68    | 40 a 44 | 64    |
| 68    | 35 a 39 | 64    |
| 20    | 30 a 34 | 48    |
| 20    | 25 a 29 | 32    |
| 20    | 20 a 24 | 24    |
| 24    | 15 a 19 | 44    |
| 64    | 10 a 14 | 40    |
| 60    | 5 a 9   | 60    |
| 40    | 0 a 4   | 48    |

## Economia
El 2007 la població en edat de treballar era de 863 persones, 670 eren actives i 193 eren inactives. De les 670 persones actives 634 estaven ocupades (332 homes i 302 dones) i 35 estaven aturades (17 homes i 18 dones). De les 193 persones inactives 52 estaven jubilades, 89 estaven estudiant i 52 estaven classificades com a «altres inactius».

### Ingressos
El 2009 a Revel hi havia 475 unitats fiscals que integraven 1.406 persones, la mediana anual d'ingressos fiscals per persona era de 25.329,5 €.

### Activitats econòmiques
Dels 67 establiments que hi havia el 2007, 3 eren d'empreses extractives, 1 d'una empresa alimentària, 1 d'una empresa de fabricació de material elèctric, 3 d'empreses de fabricació d'altres productes industrials, 10 d'empreses de construcció, 7 d'empreses de comerç i reparació d'automòbils, 2 d'empreses de transport, 2 d'empreses d'hostatgeria i restauració, 5 d'empreses d'informació i comunicació, 2 d'empreses financeres, 2 d'empreses immobiliàries, 15 d'empreses de serveis, 8 d'entitats de l'administració pública i 6 d'empreses classificades com a «altres activitats de serveis».
Dels 8 establiments de servei als particulars que hi havia el 2009, 1 era un paleta, 2 fusteries, 3 lampisteries, 1 restaurant i 1 saló de bellesa.
Dels 3 establiments comercials que hi havia el 2009, 1 era una botiga de menys de 120 m², 1 una fleca i 1 una botiga de mobles.
L'any 2000 a Revel hi havia 6 explotacions agrícoles.

## Equipaments sanitaris i escolars
El 2009 hi havia 1 escola maternal i 1 escola elemental.

## Poblacions més properes
El següent diagrama mostra les poblacions més properes.